# Хлорат ртути(I)
Хлорат ртути(I) — неорганическое соединение,
соль ртути и хлорноватой кислоты 
с формулой Hg2(ClO3)2,
бесцветные кристаллы,
разлагается в воде.

## Получение
- Растворение оксида ртути(II) в хлорноватой кислоте в присутствии металлической ртути:

{\displaystyle {\mathsf {HgO+Hg+2HClO_{3}\ {\xrightarrow {}}\ Hg_{2}(ClO_{3})_{2}+2H_{2}O}}}

## Физические свойства
Хлорат ртути(I) образует бесцветные кристаллы
моноклинной сингонии,
пространственная группа P 21/n,
параметры ячейки a = 0,81659 нм, b = 0,64102 нм, c = 1,2903 нм, β = 97,506°, Z = 4
.
Растворяется в воде и этаноле.